# 柳德米拉·利亚多娃
柳德米拉·阿列克谢耶夫娜·利亚多娃（俄语：Людмила Алексеевна Лядова，1925年3月29日—2021年3月10日），俄罗斯作曲家。

## 生平
1925年3月29日出生于斯维尔德洛夫斯克（现叶卡捷琳堡）。她的父亲是一名歌剧男高音演唱家和小提琴演奏家，母亲是一名合唱团指挥。在苏德战争期间，她和母亲加入音乐团，在工厂和军事单位进行文艺表演。
1940年代中期到1952年，她与尼娜·潘捷列耶娃合作，1946年在全苏文艺大赛获奖。1951年2月，她被接纳为苏联作曲家协会会员，并搬到了莫斯科。1984年获苏俄人民艺术家荣誉称号。
2021年2月，因2019冠状病毒病住院，3月10日抢救无效逝世，终年95岁。